# Lagoa Mundaú
Lagoa Mundaú (portugisiska: Lagoa do Norte, Lagoa Mandaú) är en lagun i Brasilien.   Den ligger i delstaten Alagoas, i den östra delen av landet, 1 500 km nordost om huvudstaden Brasília. Lagoa Mundaú ligger 2 meter över havet. Arean är 25,3 kvadratkilometer. Den sträcker sig 7,3 kilometer i nord-sydlig riktning, och 6,9 kilometer i öst-västlig riktning.
Följande samhällen ligger vid Lagoa Mundaú:
- Maceió (954 991 invånare)

Runt Lagoa Mundaú är det mycket tätbefolkat, med 1 692 invånare per kvadratkilometer.